# MiR-26

miR-26小分子核糖核酸（英語：miR-26 microRNA）是一类非編碼RNA，可调节基因表达，在人类基因组中，总共有miR-26a-1、miR-26a-2和miR-26b三个成员，分别位于3号、12号和2号染色体。